# Miguel Figueroa (político)
Miguel Figueroa (n. Montreal; 29 de julio de 1952) es un activista político canadiense, que lideró el Partido Comunista de Canadá de 1992 a 2015. Es conocido por el histórico caso Figueroa v. Canadá, que redefinió la participación de los partidos pequeños en la política del país y la democracia parlamentaria canadiense, así como por su rol en el restablecimiento del Partido Comunista de Canadá en la época postsoviética.

## Carrera política inicial
Figueroa nació en la ciudad de Montreal, ubicada en la región Quebec, en Canadá. Estudió en las universidades Dawson College, McGill y Concordia en Montreal, antes de unirse al equipo de la Unión Nacional de Estudiantes en 1975 como organizador nacional de campo.
Posteriormente, se unió al Partido Comunista de Canadá en 1977, en el que ocupó muchos cargos. En 1978, se convirtió en organizador del partido para el área metropolitana Gran Vancouver, para lo cual trabajó con los concejales Harry Rankin y Bruce Yorke, así como con activistas del Partido en toda la región. También, ayudó a organizar manifestaciones por el desarme nuclear que llevaron a decenas de miles a las calles.
De 1986 a 1992, Figueroa se desempeñó como corresponsal regional del periódico del partido Canadian Tribune y líder de la región atlántica del Partido. Radicó en Halifax (Nova Scotia), pero viajaba regularmente por el resto de la provincia, Nuevo Brunswick y Terranova. Sin embargo, en 1991, Figueroa fue despedido del partido, como consecuencia de la lucha interna del partido que había comenzado a gestarse, y decidió volver a la universidad, a estudiar un programa de maestría en Estudios de Desarrollo Internacional en la Universidad de Santa María, mientras trabajaba como profesor asistente en la colindante Universidad de Dalhousie. Luego, entre 1992 y 1993, Figueroa presidió un comité de organización sindical que inscribió a 800 docentes temporales a tiempo parcial y asistentes de docencia en Dalhousie, lo que finalmente los llevó a ser miembros del Sindicato Canadiense de Empleados Públicos. También, participó activamente en varios movimientos de masas como la paz y el desarme, la solidaridad internacional y la organización sindical.

## El liderazgo del Partido Comunista de Canadá
La disolución de la Unión Soviética produjo posiciones marcadamente diferentes dentro del PCC.
La prolongada batalla ideológica, política, organizativa y legal creó mucha confusión y desorientación dentro de las filas del Partido, lo que paralizó el trabajo unido e independiente en primera línea durante más de dos años. Finalmente, la mayoría del Comité Central del partido y de los presentes en la 28ª Convención Central, liderada por Hewison, votó a favor de abandonar el marxismo-leninismo. Una minoría ortodoxa, encabezada por Elizabeth Rowley, Figueroa y el exlíder William Kashtan, se resistió a este cambio. A medida que se intensificó el conflicto interno del partido, la dirección de Hewison terminó expulsando a Rowley y a otros 10 líderes, que se oponían tanto a la orientación reformista que se estaba imponiendo como a las medidas para liquidar el partido por completo. Frente a ello, en agosto de 1991, Rowley y los otros miembros expulsados llevaron al Partido Comunista a los tribunales. Un acuerdo extrajudicial logró que el partido liderado por Hewison renunciara al nombre de "Partido Comunista de Canadá". A cambio, se dividió los activos del partido entre ambos grupos, de los cuales el liderado por Hewison quedó bajo la sombra de la Cecil-Ross Society, una fundación editorial y educativa asociada anteriormente con el partido, pero que era dirigida por Hewison.
Posteriormente, en diciembre de 1992, se celebró una convención en la que los delegados declararon ser la continuación del Partido Comunista, por lo que se tituló 30ª Convención del PCC. Los presentes rechazaron los cambios instituidos por Hewison y reafirmaron al PCC como una organización marxista-leninista. Junto con ello, dado que la mitad de los activos del antiguo partido se habían vuelto propiedad de la Sociedad Cecil Ross dirigida por Hewison, la convención decidió lanzar un nuevo periódico llamado People's Voice, para reemplazar a Canadian Tribune y Pacific Tribune.
Elegido líder en dicha convención, Figueroa se mantuvo en ese cargo por reelección hasta su renuncia por motivos de salud en enero de 2016. Bajo su dirección por 23 años, Figueroa lideró al partido en ocho campañas electorales federales, realizando giras y conferencias por todo el país. Como parte de un nuevo liderazgo colectivo, trabajó para ayudar a lograr lo que el Partido considera el esclarecimiento de su orientación revolucionaria, así como su identidad ideológica basada en el marxismo-leninismo. En particular, Figueroa participó en la elaboración del nuevo programa político del Partido, denominado ¡El futuro de Canadá es el Socialismo!, el cual comenzó a mediados de la década de 1990 y culminó con la versión final en la 33ª Convención Central realizada en febrero de 2001.
Su liderazgo también logró la consolidación y reconstrucción del Partido Comunista en todo el país, ayudando a lanzar People's Voice y, más tarde, Clarté y The Spark!, la revista teórica y de discusión del CPC. Fortaleció la forma organizativa de clubes y comités, con el restablecimiento de espacios como la sección quebequense, Partido Comunista de Quebec, y la organización juvenil conocida como la Liga de Jóvenes Comunistas. El Partido sigue desempeñando un papel en muchos movimientos laborales, pacifistas, ambientales, aborígenes, de mujeres, estudiantiles, de inmigrantes, entre otros.
En lo que se refiere a los vínculos internacionales, Figueroa presidió la comisión internacional del Partido y representó al PCC en todo el mundo, como, por ejemplo, en Grecia, Portugal, India, China, Vietnam, Sudáfrica, Cuba, Venezuela y Estados Unidos. Participó en los eventos del Encuentro Internacional de Partidos Comunistas y Obreros en los que, en nombre del Partido, abogó por los esfuerzos para construir una mayor cooperación, cohesión política y unidad de acción entre los partidos Comunistas y Obreros, que permitieran hacer frente a los peligros crecientes del imperialismo y a los problemas urgentes de paz, solidaridad y protección del medio ambiente mundial.
La 38.ª Convención Central del PCC se celebró del 21 al 23 de mayo de 2016 en Toronto. Este evento incluyó un homenaje a Miguel Figueroa por su prolongada trayectoria como líder del partido, y la elección de Elizabeth Rowley como nueva líder nacional. Figueroa fue elegido como uno de los 23 miembros del nuevo Comité Central.

## Historia reciente
En octubre de 2016, Figueroa fue invitado a unirse al Directorio del Congreso Canadiense por la Paz y posteriormente fue nombrado como presidente interino a principios de 2017. Como tal, realizó actividades dentro y fuera de Canadá. Dentro del país, organizó varias giras de conferencias con Eva Bartlett y con el autor canadiense Stephen Gowans en el invierno y la primavera de 2017. Luego, realizó una gira por todo Canadá en el otoño del mismo año, la cual abarcó 13 ciudades de todo el país. Fuera del país, representó al Congreso en misiones de solidaridad en Venezuela y Siria de ese año. Asimismo, en setiembre del 2018, participó en una conferencia hemisférica de organizaciones de paz celebrada en Moca, República Dominicana, y en octubre del mismo año en la Reunión Ejecutiva del Consejo Mundial de la Paz en Damasco, Siria.
En noviembre de 2018, el Congreso de la Paz convocó a una Convención nacional en Toronto, en el cual se estableció un Comité Ejecutivo de 11 miembros, los cuales fueron elegidos en dicha Convención y a Figueroa como presidente del comité.

## El caso Figueroa vs. Canadá
Para 1993, año de elecciones federales, el PCC recién se estaba recuperando de su crisis y escisión. El Partido tenía solo unos pocos cientos de miembros y había perdido varios activos, incluida la sede del partido, ubicada en la calle 24 Cecil en Toronto. Según la Ley de Elecciones, los partidos requerían presentar un mínimo de cincuenta candidatos para mantener su estatus oficial, número que se había incrementado por una ley del parlamento en los años anteriores entre elecciones. Dada su situación, el PCC no podía presentar los candidatos exigidos para las elecciones federales de 1993. Como resultado, la Oficina Electoral Principal, conocida como Elecciones Canadá, canceló el registro del recién relanzado PCC y el gobierno confiscó sus activos restantes. Esto generó una batalla legal prolongada, conocida como Figueroa v. Canadá, que resultó en un fallo de la Corte Suprema de Canadá en 2003 con el que se anuló los cambios recientes de la Ley de Elecciones. Ya al inicio de la batalla legal, se anuló la cancelación del registro del partido y se restauraron sus activos incautados.

## Elecciones federales canadienses desde el 2000
Figueroa ha postulado en nueve elecciones generales canadienses y al menos en dos elecciones provinciales:
- Elecciones generales de Columbia Británica en 1979: Figueroa participó en la elección de dos miembros para el distrito electoral de Vancouver Central, del cual terminó octavo entre ocho candidatos, con 237 votos. Ganaron Gary Lauk y Emery Barnes del Nuevo Partido Democrático de la Columbia Británica .
- Elecciones federales canadienses en 1984: Figueroa se postuló al distrito electoral de Vancouver East, del cual terminó último con 259 votos. Ganó Margaret Mitchell del Nuevo Partido Demócrata.
- Elecciones federales canadienses de 1988: Figueroa participó en la elección para el distrito electoral de Halifax, del cual terminó quinto de 7 candidatos, con 151 votos. Ganó Mary Clancy, del Partido Liberal de Canadá.
- Elecciones federales canadienses de 1993: Figueroa se postuló como independiente para el distrito electoral de Parkdale-High Park, del cual terminó noveno de 11 candidatos, con 105 votos. Ganó Jesse Flis, perteneciente a los liberales.
- Elecciones generales de Ontario de 1995: Figueroa participó en la elección para el distrito electoral de Beaches-Woodbine, del cual terminó quinto de un total de seis candidatos, con 169 votos. Ganó Frances Lankin, del Nuevo Partido Democrático de Ontario.
- Elecciones federales canadienses de 1997: Figueroa se postuló como independiente en la elección para el distrito electoral de Davenport, de la que terminó séptimo de 8 candidatos, con 194 votos. Ganó Charles Caccia de los liberales.
- Elecciones federales canadienses de 2000: Figueroa participó en la elección para el distrito electoral de Toronto-Danforth y terminó noveno de 10 candidatos, con 129 votos. Ganó Dennis Mills de los liberales.
- Elecciones federales canadienses de 2004: Figueroa participó en la elección para el distrito electoral de Beaches—East York en Toronto, del cual terminó séptimo de 8 candidatos, con 62 votos. Ganó María Minna de los liberales.
- Entre 2006 y 2015, Figueroa participó en todas las elecciones federales para el distrito electoral de Davenport, ubicándose quinto o sexto en cada una.